# Орли (сотня УПА)
Сотня «Орли» — відділ УПА, що входив до складу ВО-3 «Лисоня».

## Бойовий шлях
Сотня створена з 56 добровольців 1 серпня 1943 р. окружним провідником «Юрком» і окружним військовим референтом «Бондаренком» в околицях с. Слов'ятин. Тут проходили вишкіл. Кожен повстанець отримав гвинтівку, також у сотні було 5 кулеметів. Першим сотенним командиром був Г.Дуда на псевдо «Клич» з Вербова, з-під Бережан. З цього села був також чотовий Г.Лужецький «Корінь», стрільці Г.Бездух, С.Бездух, А.Кондрат, С.Кондрат, В.Семчишин, П.Трембіта, П.Турчин.
10 жовтня прибуло поповнення, з ними чисельність сягнула 90 осіб, сформовано другу чоту, чотовий — «Змій». Вночі з 28 на 29 жовтня чота переходить на нове місце постою в лісі поблизу хутора Голодівка біля с. Підгороддя. Тут у другій половині листопада прибуло поповнення, разом з ним прибув політвиховник «Рух». 5 грудня з Карпат прибула сотня «Сіроманці» на чолі з «Яструбом». З цих двох сотень «Юрко» створив курінь під командуванням «Яструба».
11 грудня 1943 р. сотенний «Клич» створив третю чоту (чотовий — «Білий») і відправив її для будівництва для сотні зимової бази в лісі біля Воронова. Через 2 тижні сотня перейшла до нового табору. 27 грудня 1943 р. курінний «Яструб» поставив сотенним «Коца».
20, 25 і 28 січня та 5 лютого 1944 р. сотня брала участь у відплатних акціях проти боївок з польських колоній у Бережанському, Новострілищанському, Рогатинському і Перемишлянському районах.
20 травня 1944 р. наказом штабу ВО-3 «Лисоня» сотенним призначений «Крилатий». 18 червня німці робили облаву в лісі біля Кліщівної, сотенний «Крилатий» вів себе пасивно, сотня в бій не вступала, через що втратила двох стрільців, а німці безкарно відійшли.
Внаслідок невдалого бою біля Кліщівної штабом ВО 4 липня призначений сотенним командиром «Чос». 18 липня сотня здійснила засідку на німців на шляху Мельна-Фірліїв і здобула багато зброї, амуніції та іншого військового майна. Сотня включена до куреня «Остапа». Сотня окремими чотами і роями шляхом маневрів 21-25 липня перейшла радянсько-німецький фронт в лісі коло с. Дички і зібралась біля села Підгороддя у присілку Голодівка. 4 серпня сотенним знову став «Коц». Під його керуванням сотня «Орли» здійснила 11 серпня 1944 р. засідку на дорозі Тростянець-Бережани, в результаті якої було знищено 6 і поранено 10 більшовицьких окупантів. Сама сотня втрат у цьому бою не зазнала.
12 серпня сотня «Орли» разом із сотнею сотня «Сірі Вовки» включені до куреня «Гордієнка». 17 серпня 1944 р. сотня у складі куреня «Гордієнка» пішла у рейд до р. Збруч, у всіх селах по дорозі проводили мітинги. В с. Шумляни зловили шістьох більшовицьких радистів. 19 серпня 1944 р. розігнали польсько-радянський батальйон стрибків в Пановичах, Підгаєцького району. 21 серпня в с. Гнильче зловили п'ятьох енкаведистів-розвідників. 24 серпня провели короткий бій у лісі коло с. Садки, в ході якого ліквідували кількох більшовиків та захопили два кулемети і кілька гвинтівок. 27 серпня відбувся бій у лісі біля с. Оришківці. 29 серпня через наближення більшовиків курінь біля с. Цигани розділився і сотня «Орли» разом з курінним «Гордієнком» рушила на Копичинеччину, перейшла через с. Скомороше і спинилась на хуторах Гайдайна Теребовлянського району. На цих хуторах сотня мала 2-годинний бій з енкаведистами, які приїхали на машинах. В результаті бою вбито 28 окупантів при двох загиблих повстанцях. 22 вересня в с. Сільце сотня «Орли» злучилася з сотнями «Сірі вовки» і «Гайдамаки» та разом рушили в ліси Рогатинського району. 25 вересня ці три сотні розташувались у лісі біля с. Стратин, 3 жовтня сюди прибув курінь під командою «Яструба» і того ж дня обидва курені склали присягу, яку прийняв командир «Шелест». 
1-го листопада 1944 р. сотня «Орли» вела оборонний бій з загонами НКВД в присілку Жолоби села Слов'ятин, Підгаєцького району. Було знищено 36 і поранено близько 20 вояків НКВС. При цьому сотня втратила 6 вбитими, 3 пораненими. З 8-го по 29-те листопада 1944 р. в складі куреня сотні «Орли» та «Сірі Вовки» провели рейд на Буковину через Підгаєцький, Монастириський, Золотопотіцький, Заліщицький райони. В результаті цього рейду було ліквідовано заставу і вбито командира спецвідділу з Чернівців. 4 грудня сотня здійснила напад на урядові заклади районного центру Тисмениця. 7 грудня в с. Більче-Золоте курінь розділено на сотні, сотня «Орли» відійшла в с. Сосулівка, звідки відійшла в с. Тудорів, де розділилася на чоти.
12 березня 1945 р. «Коц» з загоном з 12 осіб були оточені силами НКВС на лісничівці «Шваївка» в Кобиловолоках, Теребовлянський район й загинули у вогні після одногодинного бою. Хтось зрадив їх місцерозташування й у бою загинуло 14 бійців сотні (крім 12-ти у згорілій лісничівці ще два зовнішні охоронці), в той час як втрати більшовиків склали 45 убитими. В селі вважають, що це був спецзагін з сотні «Орли», який мав відійти у Карпати. Хлопців поховали в селі Тудорові. Загиблі бійці мали псевда: «Зенко», «Корінь», «Сокіл», «Богдан», «Кінь», «Ігор», і всі були з-під Рогатина. В липні 1999 було виготовлено металевий хрест, що мали встановити у Кобиловолоках на місці трагедії.
Після смерті сотенного «Коца» сотню очолював чотовий «Корінь». Загинув 30 серпня 1945 р. в с. Слов'ятин.